# THRAK
THRAK je jedenácté studiové album britské rockové skupiny King Crimson. Vydáno bylo v dubnu 1995 (viz 1995 v hudbě) a v britském žebříčku prodejnosti se umístilo nejlépe na 58. místě. THRAK je první klasické studiové album po 10leté přestávce, kterou si skupina v letech 1984 až 1994 vybrala.

## Popis alba a jeho historie
První počinem King Crimson po této pauze bylo EP VROOOM vydané v roce 1994, na které navázalo o rok později album THRAK. Skupina se z kvarteta, jež vystupovalo v 80. letech, přetransformovala do tzv. dvojitého tria: dva kytaristé – dva baskytaristé (hráči na Chapman Stick) – dva bubeníci. K původním členům Robertu Frippovi, Adrianu Belewovi, Tony Levinovi a Billu Brufordovi se přidali Trey Gunn a Pat Mastelotto, které poznal Fripp v mezidobí, kdy spolupracoval s jinými hudebníky. Skupina začala vystupovat s novým materiálem již na podzim 1994 (turné v Argentině). Další série koncertů začala po vydání alba v květnu 1995.
Deska THRAK se svým charakterem výrazně odlišuje od alb, jež King Crimson vydali v 80. letech a které částečně mířily spíše do oblastí pop rocku. THRAK naopak navazuje na desku Red, kterou skupina nahrála v roce 1974. Album obsahuje většinu skladeb vydaných již na EP VROOOM, které však byly upraveny a znovu nahrány. Na THRAK se nachází 15 písně různé povahy. Úvodní „VROOOM“ je industriální instrumentálka, v písni „Dinosaur“ text odkazuje na stárnutí rockerů a jejich skupin, ve „Walking on Air“ projevil svůj lyrický cit Adrian Belew. Následující „B'Boom“ je neobvyklý bubenický duet, na který navazuje titulní experimentální skladba „THRAK“. Druhou polovinu alba tvoří písně „People“, „One Time“ a „Sex Sleep Eat Drink Dream“ proložené drobnými skladbami. V závěru se nalézá, jako protiklad úvodu, instrumentálka „VROOOM VROOOM“ s navazující codou.

## Seznam skladeb
Všechny skladby napsal(i) Adrian Belew, Bill Bruford, Robert Fripp, Trey Gunn, Tony Levin a Pat Mastelotto. 
| Pořadí         | Název                     | Délka |
| -------------- | ------------------------- | ----- |
| 1.             | VROOOM                    | 4:38  |
| 2.             | Coda: Marine 475          | 2:41  |
| 3.             | Dinosaur                  | 6:37  |
| 4.             | Walking on Air            | 4:38  |
| 5.             | B'Boom                    | 4:11  |
| 6.             | THRAK                     | 3:59  |
| 7.             | Inner Garden I            | 1:47  |
| 8.             | People                    | 5:53  |
| 9.             | Radio I                   | 0:44  |
| 10.            | One Time                  | 5:22  |
| 11.            | Radio II                  | 1:03  |
| 12.            | Inner Garden II           | 1:16  |
| 13.            | Sex Sleep Eat Drink Dream | 4:50  |
| 14.            | VROOOM VROOOM             | 5:50  |
| 15.            | VROOOM VROOOM: Coda       | 3:01  |
| Celková délka: | Celková délka:            | 56:30 |

## Obsazení
- King Crimson
  - Adrian Belew – zpěv, kytara
  - Robert Fripp – kytara, mellotron
  - Tony Levin – baskytara, Chapman Stick, elektrický kontrabas, vokály
  - Trey Gunn – Chapman Stick, vokály
  - Bill Bruford – bicí, perkuse
  - Pat Mastelotto – bicí, perkuse